# NGC 779
NGC 779 è una galassia a spirale intermedia situata nella costellazione della Balena, a una distanza di circa 54 milioni di anni luce dalla nostra Via Lattea.

## Scoperta
La galassia è stata scoperta il 10 settembre 1785 dall'astronomo britannico di origine tedesca William Herschel.

## Descrizione
NGC 779 ha una classe di luminosità II e presenta una larga riga a 21 cm dell'idrogeno neutro.

## Morfologia
NGC 779 è stata utilizzata da Gérard de Vaucouleurs come esempio di galassia di tipo morfologico SAB(rs)b nel suo atlante delle galassie.
Nel 2002, Eskridge, Frogel e Pogge hanno pubblicato un articolo che descriveva la morfologia di 205 galassie a spirale o lenticolari. Le osservazioni sono state condotte nella banda H dell'infrarosso e nella banda B (del bleu). Secondo Eskridge e colleghi, NGC 779 è di tipo Sab nella banda B e SAB(r)b nella banda H. Il nucleo molto brillante della galassia è integrato nel bulbe ellittico a forma di scatola.